# Síquia Petita
La síquia Petita és un canal de reg secundari de les comarques de la Noguera i l'Urgell.
Inicia el seu recorregut a la Granja del Trager, amb aigua de la séquia Primera del Canal d'Urgell, al municipi de Castellserà, i baixa paral·lelament a la séquia Primera, entrant a la comarca de la Noguera. Creua un petit tram del municipi d'Ivars d'Urgell i els municipis noguerencs de Penelles, Bellmunt i Bellcaire d'Urgell, on es torna a unir a la séquia Primera, al vessant meridional de la Serra de les Quadres.